# Marcus Dove
Marcus Anthony Dove (Long Beach, California, 17 de junio de 1985) es un jugador de baloncesto estadounidense que actualmente pertenece a la plantilla del Aisin Areions de la B.League japonesa. Con 2,06 metros de altura puede jugar tanto en la posición de Ala-Pívot como en la de Pívot.

## Universidad
Asistió al Millikan High School, situado en Long Beach, California. 
Tras graduarse en 2004, se unió a la universidad de Oklahoma State, situada en Stillwater, Oklahoma, donde estuvo hasta 2008. Fue nombrado Jugador Defensivo del Año de la Big 12 Conference en 2007 y 2008, elegido en el Mejor Quinteto Defensivo de la Big 12 Conference en 2007 y 2008, en el Mejor Quinteto Defensivo de la Big 12 Conference by Media en 2006, 2007 y 2008 y recibió una Mención Honorable Big 12 Conference en 2008.
Jugó 104 partidos (70 como titular) con los Oklahoma State Cowboys, promediando 5,5 puntos, 4,6 rebotes, 1,2 asistencias, 1,3 robos de balón y 1 tapón en 26,2 min de juego. Su mejor temporada fue la última, donde promedió 9.5 puntos, 5,6 rebotes, 1,2 asistencias, 1,8 robos y 1,1 tapones por partido en 34 min de juego.

## Trayectoria Profesional
Tras no ser elegido en el Draft de la NBA de 2008, vivió su primera experiencia como profesional en la temporada 2008-2009, en el RBC Verviers-Pepinster belga. Jugó la NBA Summer League de 2009 con los Oklahoma City Thunder, donde en 3 partidos apenas jugó 20 min en los que metió 2 puntos, cogió 1 rebote, dio 1 asistencia, robó 2 balones y puso 2 tapones.
Jugó la temporada 2009-2010 en los Dakota Wizards de la D-League. Jugó 41 partidos con un promedio de 8,8 puntos, 6 rebotes, 1 asistencia, 1,3 robos de balón y 1 tapón en 28,7 min de juego. En Play-Offs jugó 3 partidos con un promedio de 10,6 puntos, 6,3 rebotes, 1,6 asistencias, 2 robos de balón y 1 tapón en 34 min de juego.
Fichó para la temporada 2010-2011 por los Taiwan Leopards de Taiwán. En el verano de 2011 hizo un Training Camp con los Oklahoma City Thunder.
Volvió en la temporada 2011-2012 a los Dakota Wizards. Al finalizar la temporada fue elegido en el Mejor Quinteto Defensivo de la D-League y recibió una Mención Honorable D-League. Jugó 43 partidos en los que promedió 14,1 puntos, 6,6 rebotes, 1,1 asistencias, 1,5 robos y 1,5 tapones en 28,6 min de juego. En Play-Offs jugó 2 partidos con un promedio de 6,5 puntos, 4 rebotes, 1 asistencia, 1,5 robos y 2 tapones en 26,8 min de juego.
Firmó para la temporada 2012-2013 por el Ironi Ashkelon israelí. Jugó 22 partidos en la BSL con un promedio de 15 puntos, 9 rebotes, 1,2 asistencias, 1,2 robos y 1 tapón en 33,2 min de juego. La temporada 2013-2014 también la jugó en Israel, esta vez en el Maccabi Ashdod B.C.. Disputó 29 partidos en la BSL con un promedio de 14,2 puntos, 9,5 rebotes, 1 asistencia, 1,5 robos y 1 tapón en 34 min de juego.
Tras estas dos grandes temporadas, fichó para la temporada 2014-2015 por el Élan Sportif Chalonnais francés, donde fue seleccionado para disputar el All-Star Game de la LNB. Disputó 34 partidos de liga con un promedio de 12,6 puntos, 7,8 rebotes, 1 asistencia, 1,6 robos y 1 tapón en 29 min de juego, mientras que en 3 partidos de Play-Offs promedió 12,3 puntos, 8,3 rebotes, 1 asistencia y 1,7 robos en 28 min de juego.
En julio de 2015 firmó por un año con el BCM Gravelines, siendo seleccionado para disputar el All-Star Game de la LNB por segunda vez.